# Guvernul Ilie Verdeț (1)
Guvernul Ilie Verdeț (1) a fost un consiliu de miniștri care a guvernat România în perioada 30 martie 1979 - 29 martie 1980.

## Componența
- Prim-ministru al Guvernului

Ilie Verdeț (30 martie 1979 - 29 martie 1980)

### Vicepreședinți ai Consiliului de Miniștri
- Prim-viceprim-ministru al Guvernului

Gheorghe Oprea (30 martie 1979 - 29 martie 1980)
- Viceprim-ministru al Guvernului

Angelo Miculescu (30 martie 1979 - 29 martie 1980)
- Viceprim-ministru al Guvernului

János Fazekas (30 martie 1979 - 29 martie 1980)
- Viceprim-ministru al Guvernului

Paul Niculescu-Mizil (30 martie 1979 - 29 martie 1980)
- Viceprim-ministru al Guvernului

Nicolae Constantin (30 martie 1979 - 29 martie 1980)
- Viceprim-ministru al Guvernului

Virgil Cazacu (30 martie 1979 - 29 martie 1980)
- Viceprim-ministru al Guvernului

Ion Pățan (30 martie 1979 - 29 martie 1980)
- Viceprim-ministru al Guvernului

Ion Dincă (30 martie 1979 - 29 martie 1980)
- Viceprim-ministru al Guvernului

Ion Ioniță (30 martie 1979 - 29 martie 1980)
- Viceprim-ministru al Guvernului

Cornel Burtică (30 martie 1979 - 29 martie 1980)
- Viceprim-ministru al Guvernului

Virgil Trofin (30 martie 1979 - 29 martie 1980)

### Miniștri
- Ministrul de interne

George Homoștean (30 martie 1979 - 29 martie 1980)
- Ministrul de externe

Ștefan Andrei (30 martie 1979 - 29 martie 1980)
- Ministrul justiției

Constantin Stătescu (30 martie - 24 octombrie 1979)
Justin Grigoraș (24 octombrie 1979 - 29 martie 1980)
- Ministrul apărării naționale

Ion Coman (30 martie 1979 - 29 martie 1980)
- Președintele Comitetului de Stat al Planificării (cu rang de ministru)

Nicolae Constantin (30 martie 1979 - 29 martie 1980)
- Ministrul finanțelor

Paul Niculescu Mizil (30 martie 1979 - 29 martie 1980)
- Ministerul industriei metalurgice

Neculai Agachi (30 martie 1979 - 29 martie 1980)
- Ministrul industriei chimice

Mihail Florescu (30 martie 1979 - 29 martie 1980)
- Ministrul minelor, petrolului și geologiei

Vasile Patilineț (30 martie - 12 decembrie 1979)
Virgil Trofin (12 decembrie 1979 - 29 martie 1980)
- Ministrul energiei electrice

Gheorghe Cioară (30 martie 1979 - 29 martie 1980)
- Ministrul economiei forestiere și materialelor de construcții

Ludovic Fazekas (30 martie 1979 - 29 martie 1980)
- Ministrul construcțiilor industriale

Ion Dincă (30 martie 1979 - 29 martie 1980)
- Ministrul industriei construcțiilor de mașini grele

Ioan Avram (30 martie 1979 - 29 martie 1980)
- Ministrul industriei construcțiilor de mașini-unelte și electrotehnicii

Constantin Ionescu (30 martie 1979 - 29 martie 1980)
- Ministrul industriei ușoare

Lina Ciobanu (30 martie 1979 - 29 martie 1980)
- Ministrul agriculturii, industriei alimentare și apelor

Angelo Miculescu (30 martie 1979 - 29 martie 1980)
- Ministrul comerțului interior

Janos Fazekas (30 martie 1979 - 29 martie 1980)
- Ministrul comerțului exterior și cooperării economice internaționale

Cornel Burtică (30 martie 1979 - 29 martie 1980)
- Ministrul Aprovizionării Tehnico-Materiale și Controlului Gospodăririi Fondurilor Fixe

Ion Pățan (30 martie 1979 - 29 martie 1980)
- Ministrul transporturilor și telecomunicațiilor

Traian Dudaș (30 martie - 24 octombrie 1979)
Vasile Bulucea (24 octombrie 1979 - 29 martie 1980)
- Ministrul turismului și sportului

Emil Drăgănescu (30 martie 1979 - 29 martie 1980)
- Ministrul sănătății

Eugen Proca (30 martie 1979 - 29 martie 1980)
- Ministrul muncii

Emil Bobu (30 martie 1979 - 29 martie 1980)
- Ministrul educației și învățământului

Suzana Gâdea (30 martie - 28 august 1979)
Aneta Spornic (28 august 1979 - 29 martie 1980)
- Ministrul pentru Problemele Tineretului (în calitate de prim-secretar al C.C. al U.T.C.)

Pantelimon Găvănescu (30 martie 1979 - 29 martie 1980)

### Miniștri secretari de stat
- Ministru secretar de stat la Ministerul de Interne

Iulian Vlad (30 martie 1979 - 29 martie 1980)
- Ministru secretar de stat la Ministerul de Interne și șef al Departamentului Securității Statului

Tudor Postelnicu (30 martie 1979 - 29 martie 1980)
- Ministru secretar de stat la Ministerul de Externe

Aurel Duma (28 august 1979 - 29 martie 1980)
- Ministru secretar de stat la Ministerul Industriei Chimice

Dumitru Popa (30 martie 1979 - 29 martie 1980)
- Ministru secretar de stat la Ministerul Economiei Forestiere și Materialelor de Construcții

Ion Florea (26 noiembrie 1979 - 29 martie 1980)
- Ministru secretar de stat la Ministerul Construcțiilor Industriale

Ion Stănescu (30 martie 1979 - 29 martie 1980)
- Ministru secretar de stat la Ministerul Industriei Construcțiilor de Mașini

Gheorghe Petrescu (30 martie 1979 - 29 martie 1980)
- Ministru secretar de stat la Ministerul Agriculturii și Industriei Alimentare

Maxim Berghianu (30 martie 1979 - 15 februarie 1980)
- Ministru secretar de stat la Ministerul Comerțului Exterior și Cooperării Economice Internaționale

Dumitru Bejan (30 martie 1979 - 29 martie 1980)
- Ministru secretar de stat la Ministerul Comerțului Exterior și Coooperării Economice Internaționale

Constantin Niță (30 martie - 24 octombrie 1979)
Alexandru Mărgăritescu (24 octombrie 1979 - 29 martie 1980)
- Ministru secretar de stat la Ministerul Aprovizionării Tehnico-Materiale și Controlului Gospodăririi Fondurilor Fixe

Richard Winter (30 martie 1979 - 29 martie 1980)
- Președintele Consiliului Culturii și Educației Socialiste

Miu Dobrescu (30 martie - 28 august 1979)
Suzana Gâdea (28 august 1979 - 29 martie 1980)
- Secretar de stat la Consiliul Culturii și Educației Socialiste

Ion Gălăteanu (30 martie 1979 - 29 martie 1980)
- Președintele Consiliului Național pentru Știință și Tehnologie (cu rang de ministru)

Ioan Ursu (30 martie 1979 - 29 martie 1980)
- Președintele Comitetului pentru Problemele Consiliilor Populare (cu rang de ministru)

Iosif Uglar (30 martie - 26 noiembrie 1979)
Ludovic Fazekas (26 noiembrie 1979 - 29 martie 1980)
- Prim-vicepreședinte al Comitetului pentru Problemele Consiliilor Populare (cu rang de ministru)

Cornel Onescu (28 august 1979 - 29 martie 1980)
- Prim-vicepreședinte al Comitetului de Stat al Planificării (cu rang de ministru secretar de stat)

Cornel Onescu (30 martie - 28 august 1979)
Petre Preoteasa (24 octombrie 1979 - 29 martie 1980)
- Președintele Comitetului de Stat pentru Prețuri (cu rang de ministru secretar de stat)

Gheorghe Gaston Marin (30 martie 1979 - 29 martie 1980)
- Prim-vicepreședinte al Consiliului Organizării Economico-Sociale (cu rang de ministru secretar de stat)

Ioachim Moga (30 martie 1979 - 29 martie 1980)
- Vicepreședinte al Consiliului Organizării Economico-Sociale (cu rang de ministru secretar de stat)

Mihai Marinescu (30 martie 1979 - 29 martie 1980)
- Președintele Consiliului Național al Apelor (cu rang de ministru)

Florin Ioan Iorgulescu (30 martie - 28 august 1979)
Ion Iliescu (28 august 1979 - 29 martie 1980)
- Președintele Comitetului de Stat pentru Energie Nucleară (cu rang de ministru)

Cornel Mihulecea (30 martie 1979 - 29 martie 1980)
- Președintele Consiliului Central al Uniunii Generale a Sindicatelor din România (cu rang de ministru)

Gheorghe Pană (30 martie 1979 - 29 martie 1980)
- Șef al Departamentului Industriei Alimentare (cu rang de ministru secretar de stat)

Petre Blajovici (30 martie 1979 - 15 februarie 1980)
Maxim Berghianu (15 februarie - 29 martie 1980)
- Șef al Departamentului Agriculturii de Stat (cu rang de ministru)

Marin Capisizu (30 martie 1979 - 10 noiembrie 1979)
- Președintele Consiliului de Coordonare a Producției de Larg Consum (cu rang de ministru)

Paul Niculescu Mizil (30 martie 1979 - 29 martie 1980)
- Președintele Departamentului Cultelor (cu rang de ministru)

Ion Roșianu (30 martie 1979 - 29 martie 1980)

## Sursa
- Stelian Neagoe - "Istoria guvernelor României de la începuturi - 1859 până în zilele noastre - 1995" (Ed. Machiavelli, București, 1995)
- Rompres Arhivat în 11 februarie 2007, la Wayback Machine.

| Precedat(ă) de: Guvernul Manea Mănescu (2) | Guvernul Ilie Verdeț (1) 30 martie 1979 - 29 martie 1980 | Succedat(ă) de: Guvernul Ilie Verdeț (2) |